# Ultimate Mortal Kombat 3
Ultimate Mortal Kombat 3 è un videogioco di tipo picchiaduro prodotto da Midway Games nel 1995, evoluzione del precedente titolo Mortal Kombat 3, uscito nello stesso anno.
Il gioco è poi stato convertito l'anno seguente per Super Nintendo, Sega Mega Drive e Sega Saturn (fu prevista anche una versione per 3DO, poi cancellata);
In seguito è anche stato ripubblicato (nella sua versione arcade) per:
- Nintendo DS, all'interno della raccolta Ultimate Mortal Kombat (che includeva anche il minigioco "Puzzle Kombat" tratto da Mortal Kombat: Deception);

- PlayStation 2, incluso nella versione "Premium Edition" di Mortal Kombat: Armageddon (uscita solo in America);

- Xbox 360, in versione digitale (acquistabile su Xbox Live), poi rimossa (dopo la chiusura di Midway Games) in favore della raccolta Mortal Kombat Arcade Kollection;

- PlayStation 3, Xbox 360 e Microsoft Windows nella raccolta Mortal Kombat Arcade Kollection, che includeva anche le versioni arcade di Mortal Kombat e Mortal Kombat II.

## Modalità di gioco
Nel gioco sono presenti 3 modalità principali:
- Mortal Kombat (la classica scalata arcade per singolo giocatore o un incontro 1 vs 1 contro un secondo giocatore);

- 2 on 2 Kombat (un incontro 1 vs 1 in squadre di due personaggi contro un secondo giocatore);

- Tournament Kombat (un torneo per 8 giocatori);

A queste modalità si aggiungono i "Kombat Kodes" (aumentati rispetto all'originale Mortal Kombat 3), codici da inserire durante le schermate VS (che appaiono prima di ogni incontro, dopo la selezione del personaggio) che alterano l'incontro in diversi modi; uno di questi codici permetteva di giocare ad un minigioco ispirato a Galaga.
La versione per Nintendo DS fu anche affiancata dal minigioco "Puzzle Kombat" (visto in Mortal Kombat: Deception).

## Personaggi
- Kitana
- Reptile
- Kano
- Sub-Zero/Kuai Liang
- Scorpion
- Smoke
- Liu Kang
- Cyber Smoke
- Human Smoke(giocabile tramite un codice)
- Sindel
- Mileena (sbloccabile in versione arcade)
- Rain (giocabile solo su SNES e Mega Drive)
- Kurtis Stryker
- Sheeva (assente su SNES e Mega Drive)
- Motaro (giocabile tramite un codice solo su SNES e Mega Drive)
- Cyrax
- Sektor
- Kabal
- Shang Tsung
- Sub-Zero/BI-Han (sbloccabile in versione arcade)
- Shao Kahn (giocabile tramite un codice solo su SNES e Mega Drive)
- Jade
- Sonya Blade
- Jax Briggs
- Ermac (sbloccabile in versione arcade)
- Nightwolf
- Noob Saibot (giocabile solo su SNES e Mega Drive)

Nell'originale Mortal Kombat 3, tanti volti noti del cast, fra primi i ninja mascherati, furono completamente omessi dal roster.
Questo non fu gradito dal pubblico, che spinse Midway a distribuire una versione aggiornata del gioco a pochi mesi dalla sua uscita: Ultimate Mortal Kombat 3.
Nonostante l'assenza di Raiden e Johnny Cage (due volti storici del cast, assenti per via del licenziamento di Daniel Pesina (che interpretava Johnny Cage) da parte di Midway per aver pubblicizzato un gioco concorrente a Mortal Kombat), questa versione aggiunse al roster tutti i ninja precedentemente apparsi nella serie, fra cui alcuni volti nuovi (come Ermac, in precedenza solamente una leggenda metropolitana).
Nelle versioni arcade (e quelle basate su di essa), Sega Saturn, e Nintendo DS, i personaggi Mileena, Ermac e Sub-Zero, per poter essere selezionati, dovevano essere sbloccati tramite un codice (per personaggio) da inserire entro un tempo limite dopo la schermata del Game Over (come accade in Mortal Kombat 3 per Cyborg Smoke, divenuto giocabile sin dal principio in Ultimate Mortal Kombat 3).
Nelle versioni per Super Nintendo e Sega Mega Drive, essi sono stati resi immediatamente giocabili, ma Sheeva è stata completamente rimossa per mancanza di spazio in memoria delle cartucce di gioco (data l'aggiunta dei nuovi personaggi e dell'obsolescenza dell'hardware delle due console).
A giustificare la sua assenza, Noob Saibot e Rain furono dati dei moveset originali e resi completamente giocabili (a differenza delle altre versioni del gioco, dove Noob Saibot non ha un moveset ed è solamente affrontabile in un incontro extra dopo la scalata arcade, mentre Rain era addirittura solo uno spoof visibile nell'attract mode introduttiva del gioco).

## Mortal Kombat Advance
Mortal Kombat Advance è il titolo dato al port del gioco per Game Boy Advance, sviluppato da Virtucraft e pubblicato da Midway Games in Nord America il 12 dicembre 2001 e in Europa il 1 marzo 2002. Questa versione è basata sul porting per SNES, ma ogni personaggio (tranne Noob Saibot e i boss) ha solo una fatality e una friendship. Tre personaggi nascosti possono essere sbloccati completando qualsiasi torre diversa da Novice: Human Smoke, Motaro e Shao Kahn. Il sistema di controllo del GBA presenta due pulsanti in meno rispetto a quelli utilizzati in UMK3, il che si traduce nel consolidamento o nella modifica di molte sequenze di pulsanti per le mosse speciali. La violenza in questo gioco è stata attenuata a causa della fanbase più giovane che utilizza il GBA (sebbene il gioco sia ancora classificato "M for Mature") e anche il sangue presente nel gioco è stato ridotto.

## Accoglienza (Mortal Kombat Advance)
Sull'aggregatore di recensioni Metacritic, Mortal Kombat Advance ha ottenuto un punteggio di 33/100. Il gioco si è distinto anche per i punteggi estremamente bassi ricevuti nell'Electronic Gaming Monthly. I punteggi assegnati erano 0,0, 1,5 e 0,5 su 10. Il punteggio 0,0, il primo nella storia della rivista, è stato assegnato dall'editore Dan "Shoe" Hsu.